# Nick Gehlfuss
Nicholas Gehlfuss é um ator norte-americano, conhecido por interpretar Robbie Pratt na quarta temporada da comédia-dramática do canal Showtime Shameless. Em 2015, juntou-se ao elenco da série da NBC Chicago Med, como Dr. Will Halstead.

## Carreira
Em 2014, Gehlfuss teve um papel recorrente como Robbie Pratt na quarta temporada da comédia-dramática do canal Showtime Shameless. Em 2015, foi ator convidado na penúltimo epsiódio da série Constantine, da NBC, intitulado "Angels and Ministers of Grace", interpretando Dr. Thomas Galen. 
Mais tarde nesse ano, Gehlfuss juntou-se ao elenco de Chicago Med, da NBC, como Dr. Will Halstead. Halstead foi apresentado na série Chicago P.D. e mais tarde, no backdoor pilot de Chicago Fire para Chicago Med.

## Vida pessoal
Gehlfuss nasceu Cleveland, Ohio e cresceu em Little Italy e Chesterland, Ohio. Licenciou-se em Belas Artes na Marietta College e completou o mestrado em Belas Artes na Universidade de Missouri-Kansas City. Tem dois irmãos mais novos: Vincent e Jillian.
A 13 de maio de 2016, Gehlfuss casou-se com a comerciante de hóteis Lilian Matsuda. O casal tem um filho.

## Filmografia

### Filmes
| Ano  | Título                                     | Papel           | Notas        |
| ---- | ------------------------------------------ | --------------- | ------------ |
| 2009 | Sam Steele and the Junior Detective Agency | Martinson Radio | voz          |
| 2013 | In Lieu of Flowers                         | Mitch           |              |
| 2014 | Love & Mercy                               | Bruce Johnston  |              |
| 2016 | Equity                                     | Gabe            |              |
| TBA  | Butterfly in the Typewriter                | Joel Fletcher   | Pré-produção |

### Televisão
| Ano       | Título                                         | Papel              | Notas                                     |
| --------- | ---------------------------------------------- | ------------------ | ----------------------------------------- |
| 2010      | Army Wives                                     | Sargento Joe Corey | Episódio: "Murder in Charleston"          |
| 2011      | The Good Wife                                  | Jesse              | Episódio: "Breaking Up"                   |
| 2011      | The Wingman                                    | Nick               | Episódio: "Nick"                          |
| 2011      | Blue Bloods                                    | Jimmy the Bookie   | Episódio: "Thanksgiving"                  |
| 2012      | Person of Interest                             | Jack Hughes        | Episódio: "Masquerade"                    |
| 2013      | The Glades                                     | Randy Dillard      | Episódio: "Glade-iators!"                 |
| 2013      | Rizzoli & Isles                                | Jack Roberts       | Episódio: "No One Mourns the Wicked"      |
| 2013      | The Newsroom                                   | Ross Kessler       | Papel recorrente, 4 episódios             |
| 2014      | Clememtine                                     | Sebastian          | Filme de TV                               |
| 2014      | Shameless                                      | Robbie Pratt       | Papel recorrente, 6 episódios             |
| 2014      | Royal Pains                                    | Lance              | Episódio: "Smoke and Mirrors"             |
| 2014      | Longmire                                       | Cameron Maddox     | Papel recorrente, 3 episódios             |
| 2014      | Murder in the First                            | Mark Strauss       | Papel recorrente, 3 episódios             |
| 2014      | Constantine                                    | Dr. Thomas Galen   | Episódio: "Angels and Ministers of Grace" |
| 2015      | It's Always Sunny in Philadelphia              | Sean               | Episódio: "The Gang Group Dates"          |
| 2015      | Power                                          | Lee                | Papel recorrente, 2 episódios             |
| 2015      | The Mystery of Matter: Search for the Elements | Glenn Seaborg      | Episódio: "Into the Atom"                 |
| 2015–2023 | Chicago P.D.                                   | Dr. Will Halstead  | Papel recorrente, 16 episódios            |
| 2015–2023 | Chicago Fire                                   | Dr. Will Halstead  | Papel recorrente, 16 episódios            |
| 2015–2023 | Chicago Med                                    | Dr. Will Halstead  | Papel principal, 157 episódios            |